# Parinirvana
I buddhismen är parinirvana det slutliga nirvana, vilket är ett tillstånd som är möjligt att nå endast för den som under sin levnad når fullständig upplysning.
Buddha anses ha uppnått parinirvana. Detta skildras i verken "Mahaparinibbana Sutta" och "Mahaparinirvana Sutra".